# Pristis pectinata
Requin-scie trident, Poisson-scie trident
Espèce
Statut de conservation UICN

 CR A2cd : 
En danger critique
Statut CITES

Pristis pectinata, plus connu sous le nom vernaculaire de requin-scie trident ou poisson-scie trident, n’est pas un requin mais fait partie de l’embranchement des raies. Cette espèce vit dans les eaux tropicales ou subtropicales. Il s’agit d’une des espèces de poissons les plus menacées au monde. Il est classé comme en danger critique d’extinction selon l’IUCN. En effet, un large éventail de menaces pèse sur cette espèce : les prises accessoires lors de pêche commerciale, la perte d’habitat, la pêche récréative, ou encore les évènements climatiques extrêmes. L’espèce est connue pour son rostre, qui représente environ un quart de sa longueur totale.

## Caractéristiques
Pristis pectinata est une espèce de raie hautement dérivée. Il s’agit d’un grand poisson scie allant jusqu’à au moins 550 cm, voire jusqu’à 760 cm. Le rostre mesure 21 à 30% de sa longueur totale, et il contient 24 à 34 paires de dents. Les dents rostrales sont minces et régulièrement espacées. La bouche, ainsi que les fentes branchiales sont situées ventralement, et les yeux sont positionnées dorsalement. Il est facilement reconnaissable à son corps aplati et à ses nageoires pectorales en forme d’aile. En effet, les nageoires pectorales ont une base large et des bords postérieurs droits. Les deux nageoires dorsales sont hautes et pointues, la seconde est presque aussi grande que la première.  Le lobe inférieur de la nageoire caudale est petit. P. pectinata est de couleur brun foncé sur le dos et blanc sur le ventre avec des tâches rosâtres[réf. souhaitée].

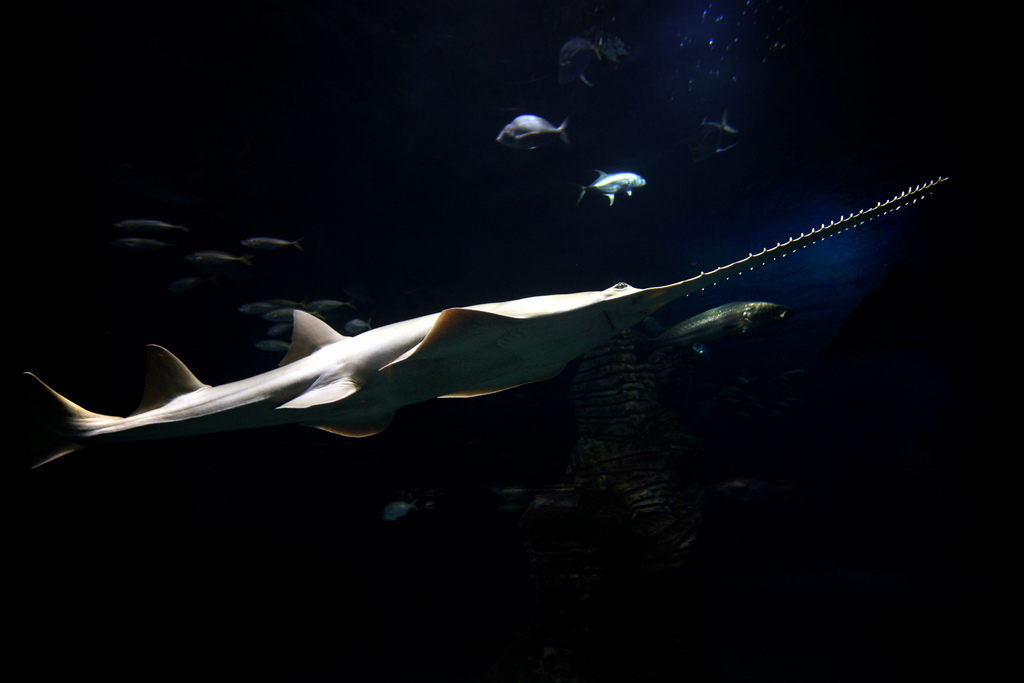
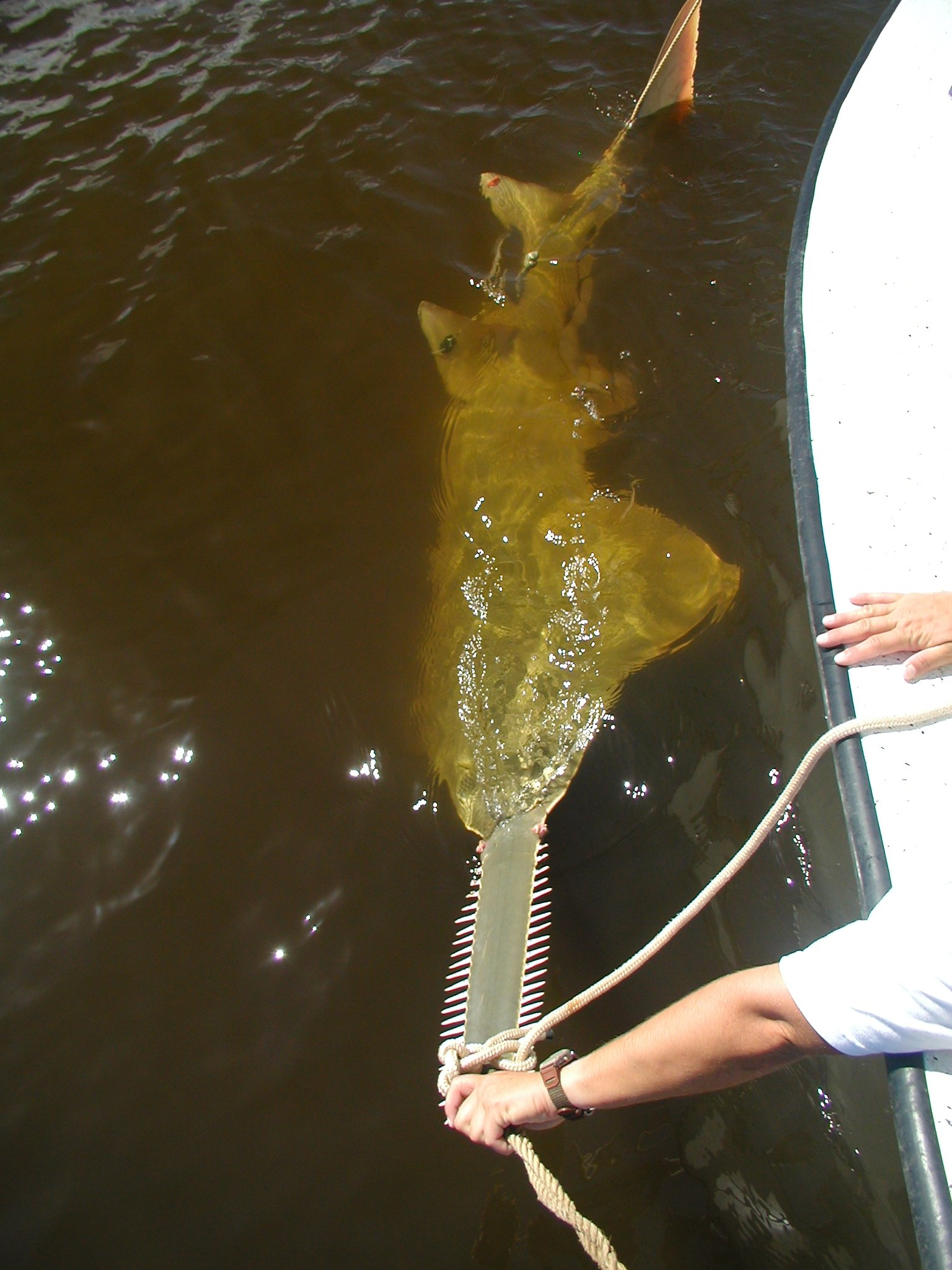
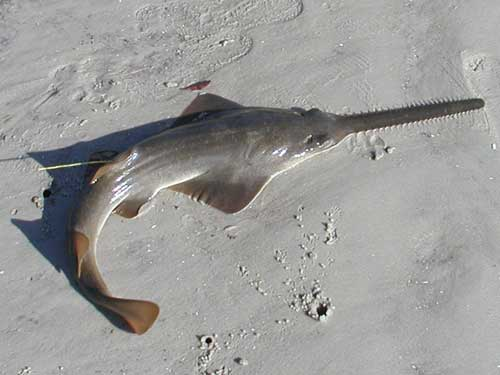

## Distribution spatiale
Pristis pectinata est retrouvé dans l’ouest de l’Atlantique : du nord-est des États-Unis au nord du Brésil, y compris dans les Caraïbes et dans le golfe du Mexique. On le trouve également dans l’est de l’Atlantique : du Maroc au Cameroun, aperçu occasionnellement en mer Méditerranée. L’espèce vit également au sud-est de l’Afrique : au niveau des côtes de l’Afrique du Sud, du Mozambique et de Madagascar. Et enfin, au niveau de l’Asie du sud : dans la mer Rouge, au niveau du Pakistan, de l’Inde et du Sri Lanka.
Les recherches suggèrent qu’il n’y a pas de mélange génétique entre les populations des USA et celles des Bahamas.

### Abondance
Le niveau des populations américaines de Pristis pectinata est actuellement extrêmement faible. Les populations de la côte est de Floride sont quasiment éteintes et celles de la côte ouest sont très restreintes. Il n’existe pas de données précises sur les populations des autres aires de distribution mais on estime que l’ensemble des populations est en train de vivre un fort déclin.
Avant, les populations de l’ouest de l’Atlantique étaient retrouvées du nord de la côte américaine, jusqu’au sud du Brésil. Or, on estime maintenant que ces populations vivent actuellement dans moins de 20% de leur aire de répartition d’origine.

## Écologie et comportement

### L’âge et la croissance
Les proisson-scies tridents juvéniles grandissent rapidement. Pendant la première année de leur vie, les juvéniles doublent de longueur et ils dépassent les 200 cm lors de leur deuxième année. Les estimations montrent que les poissons-scies vivent en moyenne 30 ans.
La croissance démographique est estimée à 1.237 ans si l’âge de la maturité est de 7 ans, et à 1.150 ans si l’âge de la maturité est de 11 ans.

### Reproduction
Pristis pecinata est un animal vivipare à sac vitellin. Les jeunes naissent dans les eaux estuariennes et ont une taille à la naissance allant de 64 à 81 cm. Les femelles gravides portent 15 à 20 embryons, bien que la taille de la portée soit entre 7 et 14 petits. La période de gestation est d’environ 1 an et les femelles ont un cycle de reproduction biannuelle. On estime que les mâles sont matures lorsqu’ils atteignent une taille comprise entre 253 et 381 cm, et que les femelles sont matures lorsqu’elles atteignent la taille de 360 cm environ. Pour les deux sexes, la maturité surviendrait donc entre l’âge de 7 et 11 ans. On estime que la reproduction a généralement lieu dans des zones peu profondes.
La température est l’un des facteurs abiotiques les plus importants pour la reproduction, ainsi que pour le développement embryonnaire. De plus, il semble que la reproduction annuelle est physiologiquement possible, mais elle n’est pas observée dans les populations sauvages. Cela est peut-être dû à la difficulté de trouver un partenaire ou à la limitation des ressources.
Chez des espèces sœurs, on peut observer de la reproduction asexuée en réponse à une population de faible taille. Mais à l’heure actuelle, on ne sait toujours pas si c’est possible pour Pristis pectinata, et comment cela se déroule. De plus, il pourrait y avoir une forme rudimentaire d’hermaphrodisme chez les mâles.

### Régime alimentaire
P. pectinata se nourrit de poissons téléostéens. Il utilise son rostre pour étourdir, blesser, ou tuer ses proies, puis les ingère en entier. Les juvéniles consomment également des crevettes et des crabes. Plus précisément, ils se nourrissent de bancs de poissons tels que les clupéidés, les carangidés, les mugilidés ou encore les sparidés.

### Migration
Dans les eaux américaines, les adultes effectuent une migration saisonnière. Ils remontent vers le nord durant l’été et descendent vers le sud durant l’hiver.

### Utilisation de l’habitat
Pristis pectinata vit au niveau tropicale et subtropicale, dans les eaux côtières peu profondes, les estuaires et les rivières, à une profondeur qui excède rarement les 100 mètres. On le rencontre plus fréquemment sur des fonds vaseux ou sablonneux. Tous les stades peuvent être rencontrés au niveau de l’embouchure des rivières, mais il s’agit surtout d’un milieu de vie des juvéniles. En fait, les juvéniles de moins de 220 cm ont des associations spécifiques d’habitat avec les zones côtières, alors que les grands juvéniles et les adultes vivent dans des habitats plus variés.
Pour les populations Américaine, cinq zones situées dans le sud-est de la Floride ont été identifiées comme des aires de nurseries étant donné l’abondance des jeunes à ces endroits. À la suite de cela, deux habitats critiques ont été identifiés pour la conservation des poissons-scies dans le cadre de la loi EDA : les mangroves rouges et les eaux euryhalines peu profondes. Ces habitats offrent une grande disponibilité de proies et servent de refuges contre les prédateurs. Le prédateur principal des juvéniles étant le requin bouledogue. Les petits juvéniles montrent une haute fidélité à certaines zones spécifiques au sein des nurseries, puis leur domaine vital augmente avec leur croissance. A l’intérieur des aires de nurseries, il existe un pattern de déplacement en fonction de la salinité. Les poissons-scies remontent la rivière pendant la saison sèche, et redescendent pendant la saison des pluies pour rester dans leur plage de salinité optimale (18-30 psu).
Les adultes passent la majorité de leur temps à de faibles profondeurs (moins de 10 mètres) et à des températures d’eau assez élevées (22-28°C). Les adultes sont rarement repérés dans des eaux où les températures dépassent les 30°C.
On peut observer une ségrégation sexuelle saisonnière des adultes : les mâles remontent dans les cours des mangroves alors que les femelles restent dans les parties plus extérieures. Fin mai, lorsque les températures dépassent les 30°C, les mâles quittent les canaux et migrent vers le nord avec les femelles.
Les poissons-scies tridents sont plus actifs durant l’après-midi et la nuit, avec un pic d’activité quelques heures après le coucher du soleil et un second pic plus léger proche du lever du jour. Leur activité augmente avec la température. Les individus sont plus actifs durant la marée basse, ce qui est probablement en lien avec la profondeur moins élevée. Pristis pectinata aurait potentiellement un comportement de fouille : il effectuerai une stratégie de « foraging » pour trouver des proies, mais cela est rarement observé en nature.

## Menaces

### État actuel
L’espèce vit un fort déclin, ce qui est inquiétant pour la santé génétique. Mais il semble qu’une variation génétique robuste persiste, du moins pour les populations américaines. En effet, aucune preuve d’un goulot d’étranglement n’a été trouvé pour les populations de l’Atlantique.

### Cause du déclin
Une des causes majeures du déclin de l’espèce est la forte proportion de prises accessoires dans la pèche commerciale. La pèche de Pristis pectinata est interdite mais les interactions avec la pêche continuent d’entraîner des blessures et la mort. Rien que pour la pêche à la crevette dans l’Atlantique nord, on estime que 17 à 163 poissons-scies tridents ont été capturés chaque année entre 2008 et 2010. Cela est dû en grande partie à leur rostre qui s’emmêle facilement dans les filets.
La perte d’habitat est également une cause majeure du déclin. Le retrait des mangroves rouges et des eaux peu profondes pose problème car ce sont des habitats importants pour le développement des juvéniles. De plus, les juvéniles pourraient développer un stress chronique en vivant dans des habitats fragilisés, mais on ne sait pas si cela affecte leur état corporel ou leur survie.
Ensuite, les changements climatiques induisent des changements de températures de l’aire et de l’eau, ce qui pourrait affecter l’espèce et son habitat. En effet, le réchauffement pourrait entraîner une expansion vers le nord, et peut également induire un mouvement vers l’intérieur des terres.
Une dernière menace principale est la pêche récréative. On estime que 6 parties de P. pectinata sont historiquement ou actuellement trouvées dans le commerce : les nageoires, le rostre entier, les dents du rostre, la viande, les abats et la peau. Les ailerons sont utilisés pour produire de la soupe d’ailerons, très appréciés sur le marché asiatique. Le rostre est souvent commercialisé comme bibelots, armes de cérémonie ou pour être utilisé dans les médecines traditionnelles. Les dents rostrales sont un matériau apprécié pour fabriquer des harpons artificiels sur les coqs de combat péruviens. Et enfin, dans le nord du Brésil on retrouve un marché limité pour la viande, les rostres et le dents rostrales. Quant à la peau, elle a été utilisée pour produire du cuir, considéré comme étant de haute qualité. Cela est d’autant plus inquiétant que ce sont les adultes qui sont tués, ce qui réduit le potentiel reproducteur de la population, c’est le phénomène de la chasse aux trophées.

### Mesures de conservation
En 1999, les populations d’Amérique du Nord ont été classées comme en danger selon la loi Américaine sur les espèces en voie de disparition de 1973 (Endangered Species Act). Un examen ultérieur a déterminé que les populations Américaines forment un groupe distinct répertorié comme en voir de disparition dans le cadre de l’ESA en 2003. Malgré la mise en place de l’ESA, il n’y a pas eu de changements dans l’aire de répartition et la reprise devrait encore prendre plusieurs décennies.
L’espèce a rejoint la liste des espèces en danger de l’IUCN en 2012, et est classifiée comme en danger critique d’extinction.
Le commerce international est interdit selon la CITES (Convention on International Trade of Endangered Species), mais le commerce illégal persiste en raison de la valeur élevée du produit.

## Utilisation en aquarium
L’espèce est très appréciée en tant qu’animaux d’exposition dans les aquariums publics en raison de sa grande taille, de sa forme bizarre, et de ses caractéristiques semblables à celles des requins.